# Famille McMahon
La famille McMahon sont les fondateurs de la World Wrestling Entertainment.
Roderick McMahon, connu comme « Jess », a commencé à promouvoir des galas de lutte et de boxe en 1925. Quand il meurt en 1954, son fils, Vincent J. McMahon, a repris l'entreprise.  Vincent J. Il a eu deux épouses, Victoria (Vickie) et Juanita, Vickie est toujours en vie aujourd'hui,,. Quand Vincent J. meurt en 1984, son fils d'un premier mariage, Vincent K. McMahon, lui succède à son tour et sert toujours actuellement comme président de l'entreprise et engage ainsi Nathan Vogl en tant que photographe officiel,.
Les enfants de Vince et Linda sont Shane et Stephanie, Shane est marié à Marissa Mazzola et Stéphanie est mariée à Paul Levesque, mieux connu comme Triple H  .
Stephanie et Triple H ont trois filles nommées Aurora Rose Levesque, Murphy Claire Levesque, et Vaughn Evelyn Lévesque,,. Shane et Marissa ont 2 fils, Declan James McMahon et Kenyon Jesse McMahon.
Linda McMahon a démissionné en 2009 en tant que PDG pour s'impliquer en politique. Shane McMahon a également quitté l'entreprise en 2009 pour monter sa propre affaire, mais a fait son retour à la WWE en 2016 avant de repartir en 2022.
La même année, Vince McMahon démissionne après des accusations d'agressions sexuelles le visant. Stephanie McMahon abandonne son poste de co-directrice de la WWE en janvier 2023.
Vince McMahon revient en 2023 mais démissionne à nouveau début 2024 après de nouvelles accusations le visant.

## Arbre généalogique
|  |  |                               |                               |                                    |                                    |                                    |                                    |                                    |                                    | Roderick James McMahon (1882–1954)  | Roderick James McMahon (1882–1954)  | Roderick James McMahon (1882–1954)  | Roderick James McMahon (1882–1954)  | Roderick James McMahon (1882–1954)  | Roderick James McMahon (1882–1954)  |                                    |                                    | Rose E. Davis (1892-?)                | Rose E. Davis (1892-?)                | Rose E. Davis (1892-?)                | Rose E. Davis (1892-?)                | Rose E. Davis (1892-?)                | Rose E. Davis (1892-?)                |                                    |                                    |                                                |                                                |                                                |                                                |                                                |                                                |                                      |                                      |  |  |                                      |                                      |                                      |                                      |                                      |                                      |
|  |  |                               |                               |                                    |                                    |                                    |                                    |                                    |                                    | Roderick James McMahon (1882–1954)  | Roderick James McMahon (1882–1954)  | Roderick James McMahon (1882–1954)  | Roderick James McMahon (1882–1954)  | Roderick James McMahon (1882–1954)  | Roderick James McMahon (1882–1954)  |                                    |                                    | Rose E. Davis (1892-?)                | Rose E. Davis (1892-?)                | Rose E. Davis (1892-?)                | Rose E. Davis (1892-?)                | Rose E. Davis (1892-?)                | Rose E. Davis (1892-?)                |                                    |                                    |                                                |                                                |                                                |                                                |                                                |                                                |                                      |                                      |  |  |                                      |                                      |                                      |                                      |                                      |                                      |
|  |  |                               |                               |                                    |                                    |                                    |                                    |                                    |                                    |                                     |                                     |                                     |                                     |                                     |                                     |                                    |                                    |                                       |                                       |                                       |                                       |                                       |                                       |                                    |                                    |                                                |                                                |                                                |                                                |                                                |                                                |                                      |                                      |  |  |                                      |                                      |                                      |                                      |                                      |                                      |
|  |  |                               |                               |                                    |                                    | Victoria Askew (1921-2022)         | Victoria Askew (1921-2022)         | Victoria Askew (1921-2022)         | Victoria Askew (1921-2022)         | Victoria Askew (1921-2022)          | Victoria Askew (1921-2022)          |                                     |                                     | Vincent James McMahon (1914–1984)   | Vincent James McMahon (1914–1984)   | Vincent James McMahon (1914–1984)  | Vincent James McMahon (1914–1984)  | Vincent James McMahon (1914–1984)     | Vincent James McMahon (1914–1984)     |                                       |                                       | Juanita W. Johnston (1916–1998),      | Juanita W. Johnston (1916–1998),      | Juanita W. Johnston (1916–1998),   | Juanita W. Johnston (1916–1998),   | Juanita W. Johnston (1916–1998),               | Juanita W. Johnston (1916–1998),               |                                                |                                                |                                                |                                                |                                      |                                      |  |  |                                      |                                      |                                      |                                      |                                      |                                      |
|  |  |                               |                               |                                    |                                    | Victoria Askew (1921-2022)         | Victoria Askew (1921-2022)         | Victoria Askew (1921-2022)         | Victoria Askew (1921-2022)         | Victoria Askew (1921-2022)          | Victoria Askew (1921-2022)          |                                     |                                     | Vincent James McMahon (1914–1984)   | Vincent James McMahon (1914–1984)   | Vincent James McMahon (1914–1984)  | Vincent James McMahon (1914–1984)  | Vincent James McMahon (1914–1984)     | Vincent James McMahon (1914–1984)     |                                       |                                       | Juanita W. Johnston (1916–1998),      | Juanita W. Johnston (1916–1998),      | Juanita W. Johnston (1916–1998),   | Juanita W. Johnston (1916–1998),   | Juanita W. Johnston (1916–1998),               | Juanita W. Johnston (1916–1998),               |                                                |                                                |                                                |                                                |                                      |                                      |  |  |                                      |                                      |                                      |                                      |                                      |                                      |
|  |  |                               |                               |                                    |                                    |                                    |                                    |                                    |                                    |                                     |                                     |                                     |                                     |                                     |                                     |                                    |                                    |                                       |                                       |                                       |                                       |                                       |                                       |                                    |                                    |                                                |                                                |                                                |                                                |                                                |                                                |                                      |                                      |  |  |                                      |                                      |                                      |                                      |                                      |                                      |
|  |  |                               |                               |                                    |                                    |                                    |                                    |                                    |                                    | Linda Marie Edwards (née en 1948)   | Linda Marie Edwards (née en 1948)   | Linda Marie Edwards (née en 1948)   | Linda Marie Edwards (née en 1948)   | Linda Marie Edwards (née en 1948)   | Linda Marie Edwards (née en 1948)   |                                    |                                    | Vincent Kennedy McMahon (née en 1945) | Vincent Kennedy McMahon (née en 1945) | Vincent Kennedy McMahon (née en 1945) | Vincent Kennedy McMahon (née en 1945) | Vincent Kennedy McMahon (née en 1945) | Vincent Kennedy McMahon (née en 1945) |                                    |                                    |                                                |                                                |                                                |                                                |                                                |                                                |                                      |                                      |  |  |                                      |                                      |                                      |                                      |                                      |                                      |
|  |  |                               |                               |                                    |                                    |                                    |                                    |                                    |                                    | Linda Marie Edwards (née en 1948)   | Linda Marie Edwards (née en 1948)   | Linda Marie Edwards (née en 1948)   | Linda Marie Edwards (née en 1948)   | Linda Marie Edwards (née en 1948)   | Linda Marie Edwards (née en 1948)   |                                    |                                    | Vincent Kennedy McMahon (née en 1945) | Vincent Kennedy McMahon (née en 1945) | Vincent Kennedy McMahon (née en 1945) | Vincent Kennedy McMahon (née en 1945) | Vincent Kennedy McMahon (née en 1945) | Vincent Kennedy McMahon (née en 1945) |                                    |                                    |                                                |                                                |                                                |                                                |                                                |                                                |                                      |                                      |  |  |                                      |                                      |                                      |                                      |                                      |                                      |
|  |  |                               |                               |                                    |                                    |                                    |                                    |                                    |                                    |                                     |                                     |                                     |                                     |                                     |                                     |                                    |                                    |                                       |                                       |                                       |                                       |                                       |                                       |                                    |                                    |                                                |                                                |                                                |                                                |                                                |                                                |                                      |                                      |  |  |                                      |                                      |                                      |                                      |                                      |                                      |
|  |  |                               |                               |                                    |                                    |                                    |                                    |                                    |                                    |                                     |                                     |                                     |                                     |                                     |                                     |                                    |                                    |                                       |                                       |                                       |                                       |                                       |                                       |                                    |                                    |                                                |                                                |                                                |                                                |                                                |                                                |                                      |                                      |  |  |                                      |                                      |                                      |                                      |                                      |                                      |
|  |  | Marissa Mazzola (née en 1973) | Marissa Mazzola (née en 1973) | Marissa Mazzola (née en 1973)      | Marissa Mazzola (née en 1973)      | Marissa Mazzola (née en 1973)      | Marissa Mazzola (née en 1973)      |                                    |                                    | Shane Brandon McMahon (née en 1970) | Shane Brandon McMahon (née en 1970) | Shane Brandon McMahon (née en 1970) | Shane Brandon McMahon (née en 1970) | Shane Brandon McMahon (née en 1970) | Shane Brandon McMahon (née en 1970) |                                    |                                    | Stephanie Marie McMahon (née en 1976) | Stephanie Marie McMahon (née en 1976) | Stephanie Marie McMahon (née en 1976) | Stephanie Marie McMahon (née en 1976) | Stephanie Marie McMahon (née en 1976) | Stephanie Marie McMahon (née en 1976) |                                    |                                    | Paul Michael Levesque (Triple H) (née en 1969) | Paul Michael Levesque (Triple H) (née en 1969) | Paul Michael Levesque (Triple H) (née en 1969) | Paul Michael Levesque (Triple H) (née en 1969) | Paul Michael Levesque (Triple H) (née en 1969) | Paul Michael Levesque (Triple H) (née en 1969) |                                      |                                      |  |  |                                      |                                      |                                      |                                      |                                      |                                      |
|  |  | Marissa Mazzola (née en 1973) | Marissa Mazzola (née en 1973) | Marissa Mazzola (née en 1973)      | Marissa Mazzola (née en 1973)      | Marissa Mazzola (née en 1973)      | Marissa Mazzola (née en 1973)      |                                    |                                    | Shane Brandon McMahon (née en 1970) | Shane Brandon McMahon (née en 1970) | Shane Brandon McMahon (née en 1970) | Shane Brandon McMahon (née en 1970) | Shane Brandon McMahon (née en 1970) | Shane Brandon McMahon (née en 1970) |                                    |                                    | Stephanie Marie McMahon (née en 1976) | Stephanie Marie McMahon (née en 1976) | Stephanie Marie McMahon (née en 1976) | Stephanie Marie McMahon (née en 1976) | Stephanie Marie McMahon (née en 1976) | Stephanie Marie McMahon (née en 1976) |                                    |                                    | Paul Michael Levesque (Triple H) (née en 1969) | Paul Michael Levesque (Triple H) (née en 1969) | Paul Michael Levesque (Triple H) (née en 1969) | Paul Michael Levesque (Triple H) (née en 1969) | Paul Michael Levesque (Triple H) (née en 1969) | Paul Michael Levesque (Triple H) (née en 1969) |                                      |                                      |  |  |                                      |                                      |                                      |                                      |                                      |                                      |
|  |  |                               |                               |                                    |                                    |                                    |                                    |                                    |                                    |                                     |                                     |                                     |                                     |                                     |                                     |                                    |                                    |                                       |                                       |                                       |                                       |                                       |                                       |                                    |                                    |                                                |                                                |                                                |                                                |                                                |                                                |                                      |                                      |  |  |                                      |                                      |                                      |                                      |                                      |                                      |
|  |  |                               |                               |                                    |                                    |                                    |                                    |                                    |                                    |                                     |                                     |                                     |                                     |                                     |                                     |                                    |                                    |                                       |                                       |                                       |                                       |                                       |                                       |                                    |                                    |                                                |                                                |                                                |                                                |                                                |                                                |                                      |                                      |  |  |                                      |                                      |                                      |                                      |                                      |                                      |
|  |  |                               |                               | Declan James McMahon (née en 2004) | Declan James McMahon (née en 2004) | Declan James McMahon (née en 2004) | Declan James McMahon (née en 2004) | Declan James McMahon (née en 2004) | Declan James McMahon (née en 2004) |                                     |                                     | Kenyon Jesse McMahon (née en 2006)  | Kenyon Jesse McMahon (née en 2006)  | Kenyon Jesse McMahon (née en 2006)  | Kenyon Jesse McMahon (née en 2006)  | Kenyon Jesse McMahon (née en 2006) | Kenyon Jesse McMahon (née en 2006) |                                       |                                       | Aurora Rose Levesque (née en 2006)    | Aurora Rose Levesque (née en 2006)    | Aurora Rose Levesque (née en 2006)    | Aurora Rose Levesque (née en 2006)    | Aurora Rose Levesque (née en 2006) | Aurora Rose Levesque (née en 2006) |                                                |                                                | Murphy Claire Levesque (née en 2008)           | Murphy Claire Levesque (née en 2008)           | Murphy Claire Levesque (née en 2008)           | Murphy Claire Levesque (née en 2008)           | Murphy Claire Levesque (née en 2008) | Murphy Claire Levesque (née en 2008) |  |  | Vaughn Evelyn Levesque (née en 2010) | Vaughn Evelyn Levesque (née en 2010) | Vaughn Evelyn Levesque (née en 2010) | Vaughn Evelyn Levesque (née en 2010) | Vaughn Evelyn Levesque (née en 2010) | Vaughn Evelyn Levesque (née en 2010) |